# Islandczycy
Islandczycy (isl. Íslendingar) – naród skandynawski zamieszkujący wyspę Islandię pochodzenia nordycko-celtyckiego. Liczy około 425 tys. ludności. Posługuje się językiem islandzkim.